# Parafia Matki Bożej Częstochowskiej w Kaczynie
Parafia Matki Bożej Częstochowskiej i św. Jana Pawła II w Kaczynie – parafia rzymskokatolicka, znajdująca się w diecezji kieleckiej, w dekanacie daleszyckim.